# شارع بنسلفانيا (واشنطن)
شارع بنسلفانيا هو شارع قطري في واشنطن العاصمة ومقاطعة برينس جورج بولاية ماريلاند يربط بين البيت الأبيض ومبنى الكابيتول بالولايات المتحدة ثم يعبر المدينة إلى ماريلاند. في ماريلاند ، يوجد أيضًا طريق ماريلاند 4 (MD 4) إلى MD 717 في أعالي مارلبورو ، حيث يصبح طريق ستيفاني روبر السريع. يُطلق على القسم بين البيت الأبيض والكونغرس «شارع أمريكا الرئيسي» وهو موقع المسيرات والمسيرات الرسمية ، فضلاً عن المسيرات الاحتجاجية. علاوة على ذلك ، يعتبر شارع بنسلفانيا طريقًا مهمًا للركاب وهو جزء من نظام الطرق السريعة الوطنية.

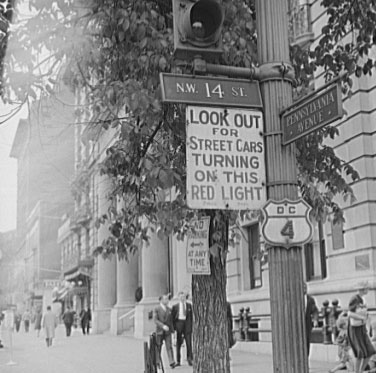
صورة عام 1942.